# Pitohui kirhocephalus
Espèce
Statut de conservation UICN

 LC  : Préoccupation mineure
Pitohui kirhocephalus est une espèce de passereaux de la famille des Oriolidae. C'est un oiseau vénéneux,.

## Répartition
Cet oiseau se trouve sur l'île de Nouvelle-Guinée.

## Habitat
Son habitat naturel est les forêts humides subtropicales ou tropicales.

## Taxinomie
Les travaux phylogéniques de Jønsson et al. (2008, 2010), Dumbacher et al. (2008) et Dumbacher (2013) montrent que le genre Pitohui est polyphylétique, et entraînent sa révision complète dans la classification (version 3.4, 2013) du Congrès ornithologique international. Il est démontré que le genre Pitohui est apparenté au genre Oriolus, et il est par conséquent déplacé dans la famille des Oriolidae. Le genre étant aussi polyphylétique, il est démembré et ne conserve que deux de ces anciennes espèces, le Pitohui bicolore (Pitohui dichrous) et Pitohui kirhocephalus.
Les travaux de Dumbacher et al. (2001, 2008) et Dumbacher (2013) entraînent aussi la reconnaissance de deux nouvelles espèces jusqu'alors considérées comme des sous-espèces de Pitohui kirhocephalus (ce taxon était alors connu sous le nom de Pitohui variable) : Pitohui cerviniventris (constituée de deux sous-espèces) et Pitohui uropygialis (constituée de six sous-espèces).

### Sous-espèces
D'après le Congrès ornithologique international (version 3.4, 2013), cette espèce est constituée des douze sous-espèces suivantes :
- Pitohui kirhocephalus kirhocephalus  (Lesson & Garnot, 1827)
- Pitohui kirhocephalus dohertyi  Rothschild & Hartert, 1903
- Pitohui kirhocephalus rubiensis  (Meyer, AB, 1884)
- Pitohui kirhocephalus brunneivertex  Rothschild, 1931
- Pitohui kirhocephalus decipiens  (Salvadori, 1878)
- Pitohui kirhocephalus stramineipectus  van Oort, 1907
- Pitohui kirhocephalus adiensis  Mees, 1964
- Pitohui kirhocephalus carolinae  Junge, 1952
- Pitohui kirhocephalus jobiensis  (Meyer, AB, 1874)
- Pitohui kirhocephalus meyeri  Rothschild & Hartert, 1903
- Pitohui kirhocephalus senex  Stresemann, 1922
- Pitohui kirhocephalus brunneicaudus  (Meyer, AB, 1891)